# 1979년 하계 스페셜 올림픽
제5회 하계 스페셜 올림픽 세계 대회는 1979년 8월 8일부터 8월 13일까지 미국 브락포트에서 열린 스페셜 올림픽이다.